# てりてりお
てり てりお（生年月日不詳 - ）は、日本の漫画家。沖縄県出身。男性。

## 来歴
2003年 主権同人サークル「totoMAX」で活動中。
2004年 『コミックメガストア』（コアマガジン）2004年9月号掲載の「そのまた隣のおねいさん」で商業誌デビュー。以後、同誌と『コミックメガストアH』（同社発行）で主に成人向け作品が掲載された。
2010年 初の一般向け漫画雑誌での連載作品「フレクライン」を『ヤングエース』（角川書店）で2010年7月号より連載開始。
2013年 ワニマガジン社から3年ぶりに成人向け作品4冊目の単行本を発売、『ウルトラジャンプ』（集英社）でオリジナル読み切り作品『南国精霊伝奇ガジ☆まる』とTRIGGER制作のアニメ『リトル ウィッチ アカデミア』のコミカライズを読みきりで執筆。
2014年 『ウルトラジャンプ』にて『ももいろアーメット』を連載開始。
2015年 『ウルトラジャンプ』にて『リトルウィッチアカデミア』を連載開始。読みきり作品の続編。
2016年 『ヤングアニマル嵐』（白泉社）にて『ゆきにょ書きます！』を連載開始。
2021年 『どこでもヤングチャンピオン』（秋田書店）にてHJ文庫（ホビージャパン）の小説『モブから始まる探索英雄譚』のコミカライズを連載開始。

## 作品リスト

### 漫画作品（全年齢向け）
- 『新世紀エヴァンゲリオン』のアンソロジー寄稿作品（原作：《原作者名》、『新世紀エヴァンゲリオン コミックトリビュート』2010年4月）
- フレクライン（『ヤングエース』2010年7月号[2] - 2011年3月号）
- 南国精霊伝奇ガジ☆まる（『ウルトラジャンプ』2013年7月号）
- ももいろアーメット（『ウルトラジャンプ』2014年[3] - 2015年）
- リトルウィッチアカデミア（『ウルトラジャンプ』2013年9月号、2015年9月号[4] - 2015年12月号）
- ゆきにょ書きます！（『ヤングアニマル嵐』2016年11号[5] - 2017年10号）
- モブから始まる探索英雄譚（『どこでもヤングチャンピオン』2021年9月号 - 連載中）

### 書籍
全年齢向け作品
- 『フレクライン』角川書店、2011年4月、ISBN 978-4-04-715669-2
- 『ももいろアーメット』集英社〈ヤングジャンプ・コミックス・ウルトラ〉2015年、全2巻
- 『リトルウィッチアカデミア』集英社〈ヤングジャンプ・コミックス〉2016年、全1巻
- 『ゆきにょ書きます！』白泉社〈ヤングアニマルコミックス〉、全2巻
  1. 2017年6月、ISBN 978-4-592-16066-3
  2. 2017年11月、ISBN 978-4-592-16067-0

- 『モブから始まる探索英雄譚』秋田書店〈ヤングチャンピオンコミックス〉2023年 - 刊行中、既刊5巻（2025年3月27日現在）

成人向け作品
- 『めがね学校』コアマガジン〈メガストアコミックス〉、2006年12月、ISBN 978-4-8625-2094-4
- 『な美（ちゅ）らる』コアマガジン〈メガストアコミックス〉、2008年7月、ISBN 978-4-8625-2434-8
- 『うみんチュッ』コアマガジン〈メガストアコミックス〉、2010年7月、ISBN 978-4-8625-2893-3
- 『クチュトリス！』ワニマガジン社〈WANIMAGAZINE COMICS SPECIAL〉、2013年12月、ISBN 978-4-86269-278-8